# Pelecystola polysticha
Pelecystola polysticha är en fjärilsart som beskrevs av Edward Meyrick 1938. Pelecystola polysticha ingår i släktet Pelecystola och familjen äkta malar.
Artens utbredningsområde är Kongo-Kinshasa. Inga underarter finns listade i Catalogue of Life.